# Golpe de Estado en Colombia de 1953
El Golpe de Estado de 1953 fue la toma del poder por parte de los militares de Colombia al deponer al gobierno civil conservador de Laureano Gómez tras tres años de gestión impopular y varios años de violencia política anterior. Ocurrió el sábado 13 de junio de 1953 en Bogotá.
Fue dirigido por el teniente general Gustavo Rojas Pinilla, y contó con el apoyo del sector no laureanista del Partido Conservador, en cabeza de Gilberto Alzate Avendaño (de la facción fascista) y del expresidente de Colombia, Mariano Ospina Pérez (del conservatismo moderado u ospinismo).

## Antecedentes
La caída del poder civil derivó de la crisis que vivía el país desde el 9 de abril de 1948, día en que, a raíz del asesinato del líder liberal Jorge Eliécer Gaitán, en la capital del país se vivió una situación de caos y violencia total, en un episodio conocido como El Bogotazo.
Los partidos políticos tradicionales colombianos, liberal y conservador, estaban enfrascados en un enfrentamiento desde mediados de la década de los años 20, 1925 aproximadamente, la cual se agravó a partir de 1948. Este periodo fue conocido como La Violencia, en el que los gobiernos conservadores de Mariano Ospina Pérez y de Laureano Gómez, impusieron el terror en las zonas rurales dominadas por liberales por medio de las policías políticas conocidas como Chulavitas en el centro del país y los paramilitares pro-conservadores conocidos como Los Pájaros, en el Valle del Cauca. En respuesta los liberales crearon guerrillas liberales y grupos de autodefensa campesinas conocidos como los cachiporros; por su parte, los comunistas, también afectados, organizaron autodefensas comunistas.
Además de lo anterior, los mismos partidos estaban fracturados por luchas internas e intrigas, que les quitaron el apoyo popular. Por ejemplo, al interior del liberalismo el sector gaitanista estaba enfrentado con el oficialismo dirigido por Eduardo Santos, mientras los conservadores estaban divididos entre ospinistas y laureanistas, facción, esta última, leal al presidente Laureano Gómez, quien sucedió a Ospina en unas elecciones sin rival ni garantías políticas ni de seguridad.
Finalmente, la incapacidad de gobernar de Gómez, además de la tremenda impopularidad de su administración por sus medidas dictatoriales y la radicalidad de sus ideas, quien controlaba el gobierno a través del designado Roberto Urdaneta Arbeláez (ya que a comienzos de noviembre de 1951, Gómez sufrió dos infartos que lo llevaron a ceder el poder), alimentaron los deseos de un levantamiento militar que pusiera fin al gobierno de Gómez.

## Desarrollo

### Eventos previos
Luego de su designación como presidente, Roberto Urdaneta se ganó el respeto del Ejército Nacional y en especial del general Gustavo Rojas Pinilla, ya que Urdaneta había sido ministro de Guerra de Gómez, y conocía a las Fuerzas Militares desde adentro (ya que su padre había sido director de la Policía en dos ocasiones, así como ministro de guerra y comandante del ejército), y porque invirtió parte importante del presupuesto nacional en modernizar a las tropas colombianas.
Para septiembre de 1952, Urdaneta le solicitó al general Rojas que regresara de Estados Unidos, a donde había sido enviado como representante ante la Junta Interamericana de Defensa, en Washington D. C. A su regreso al país, Rojas fue restituido en su cargo de Comandante de Las Fuerzas Militares. Esta fue una maniobra de Urdaneta para mantener la lealtad de las Fuerzas Militares, ya que Rojas era un comandante popular entre ellas. 
Sin embargo, el débil pero consciente Gómez estuvo en contra de dicha declaración y desde entonces intentó infructuosamente la destitución de Rojas, pues a pesar de que Urdaneta continuó la obra de Gómez, éste se alejó paulatinamente de sus intenciones reformistas. Gómez temía que Rojas lo derrocara, ya que por la época comenzaba a perfilarse una candidatura presidencial del expresidente Ospina, y Gómez pretendía refrendar la candidatura de alguno de sus ministros.
El 17 de abril de 1953, el general Rojas eludió un intento de Gómez de separarlo del Ejército Nacional. Gómez lo quería ausentar del país enviándolo a la ciudad de Fráncfort del Meno como representante del gobierno en la inauguración de la ruta Bogotá-Fráncfort; pero Rojas fue informado de las segundas intenciones de Gómez, y antes de abordar su avión, declinó el viaje. La lealtad de sus subalternos, que lo consideraban su líder y jefe natural, fue de crucial importancia para que los hechos se siguieran desenvolviendo en beneficio del general.

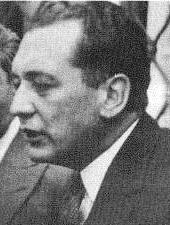
El enfermo presidente Laureano Gómez en 1936.

El 22 de mayo, el general Rojas convocó a un banquete de gala en la Escuela Militar de Cadetes, en Bogotá, en honor a Urdaneta, y a la que asistió la cúpula militar en pleno de las Fuerzas Armadas. En ella, el general Rojas le ofreció a Urdaneta el respaldo de la milicia plena. Luego el empresario Felipe Echavarría Olózaga, fue detenido y culpado de adelantar actos terroristas en Colombia, y torturado por miembros de la G-2 (Inteligencia terrestre militar, cuerpo de la C-2, Inteligencia Multinacional de las Fuerzas Armadas de los Estados Unidos). 
Gómez tomó ese evento como excusa para responsabilizar del hecho a algunos militares y en especial a Rojas, a pesar de que él no tenía nada que ver con los actos de tortura, salvo el haber ordenado el traslado del señor Olózaga al Batallón Guardia Presidencial. Por esos días se conformó el último gabinete de Urdaneta, en el que se designó, entre otros, a Lucio Pabón como Ministro de Guerra, el jueves 11 de junio de 1953.
El viernes 12, el general Rojas viajó al municipio de Melgar, a dos horas de Bogotá, donde tenía una finca de verano para su descanso. Había organizado previamente un plan de comunicación en caso de alguna emergencia, y previendo cualquier maniobra en su contra. Gómez le ordenó a Urdaneta la destitución del general Rojas, pero Urdaneta se negó argumentando que hasta tanto no se investigaran los hechos y reconocido a los culpables del caso de Olózaga, no haría efectivo ningún movimiento dentro de la milicia.

### El día de los tres presidentes

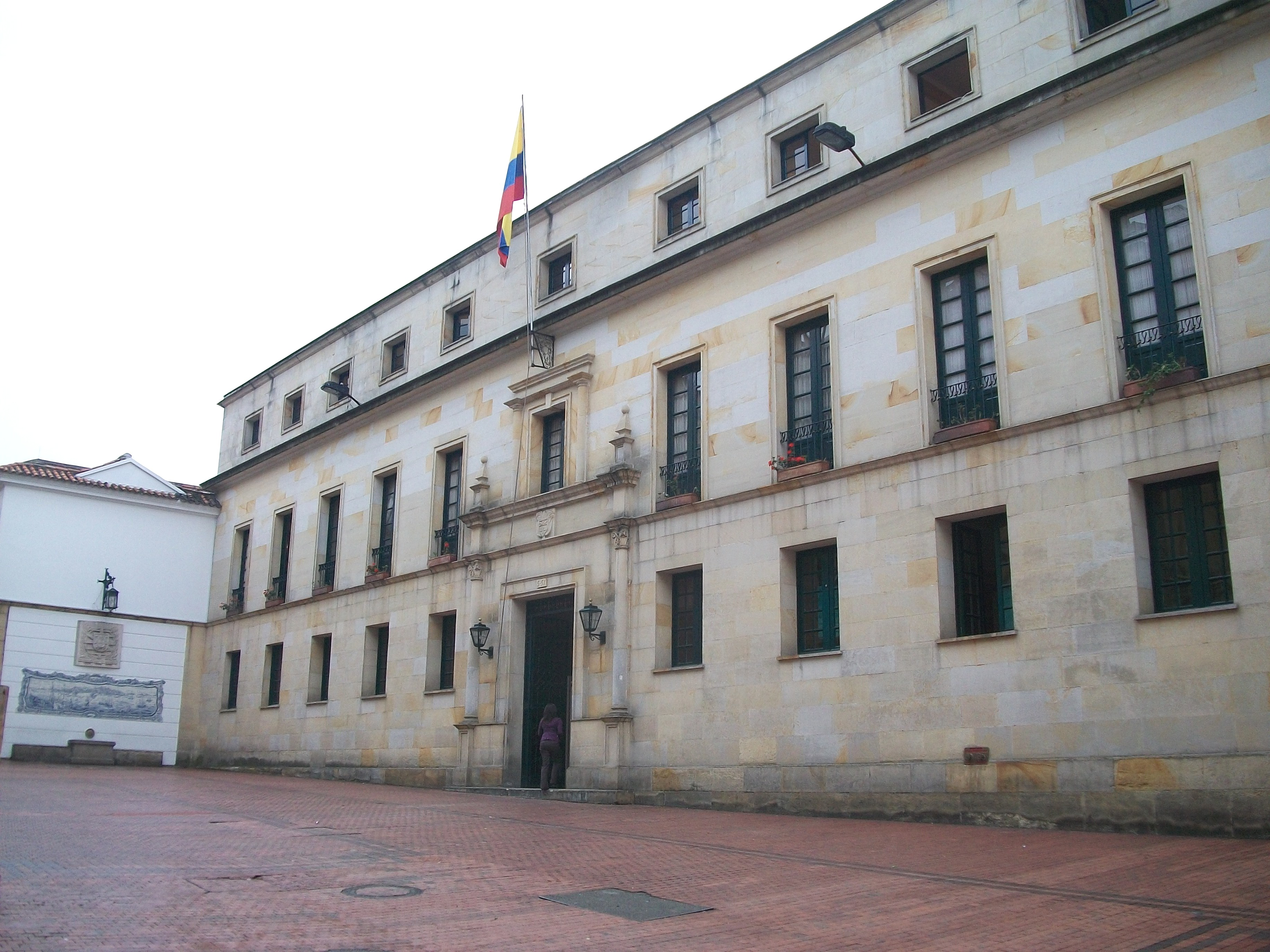
Palacio de San Carlos, epicentro de los hechos

Laureano Gómez reasumió el poder el sábado 13 de junio de 1953, luego de un año de convalecencia. Hacia las 7:00 de la mañana, Gómez le ordenó nuevamente a Urdaneta que destituyera al general Rojas, pero Urdaneta se niega nuevamente, y en su lugar le sugirió a Gómez que reasumiera la presidencia y lo destituyera él mismo. Así lo hizo Laureano, quien convocó a un Consejo Extraordinario de Ministros.
Ante la negativa de Urdaneta de proceder en conformidad, Gómez se apareció de imprevisto en el Palacio de San Carlos, sede del gobierno, exigiendo a Urdaneta su renuncia inmediata, reunió al gabinete, reasumió el poder y removió a Urdaneta. El ministro Pabón se rehusó a firmar el decreto de destitución del general Rojas, renunciando y retirándose del palacio.  
En su lugar Gómez nombró a Jorge Leyva Urdaneta (pariente de Urdaneta) como Ministro de Guerra y lo encarga de elaborar y firmar el decreto de destitución del general Rojas. Nombró además al general Régulo Gaitán como comandante General de las Fuerzas Militares y se retira con rumbo desconocido. Hacia las 10 de la mañana, el personal empezó a ser informado de la baja del general Rojas. 
En horas del medio día, el Secretario general del Ministerio de Guerra, Coronel José Manuel Agudelo, recibió en su despacho al ministro Leyva, al comandante Gaitán y a otros altos oficiales en su despacho, y se comunicó con todos los mandos de la Brigada para informarle de los hechos, lo mismo que con varios personajes políticos incluyendo al expresidente Ospina. Leyva decide aceptar el consejo de Agudelo de hacerse reconocer de las tropas, por lo que hace un recorrido por los comandos de sur a norte, y salen del Capitolio, donde para la época funcionaba el Ministerio de Guerra.
A las 2:00 de la tarde, el general Alfredo Duarte Blum llamó por teléfono al general Rojas para que regrese de Melgar, al tiempo que sobrevolaban ese municipio en un avión que lo traería de regreso a Bogotá. Rojas se trasladó entonces al aeropuerto de Flandes, cerca a Ibagué, donde es llevado al Aeropuerto de Techo, en Bogotá y pide ser llevado al Batallón Caldas, en Puente Aranda, bajo el mando del entonces coronel Rafael Navas Pardo. Rojas llega al Batallón Caldas a las 4 de la tarde, coincidiendo con una llamada que estaba teniendo el ministro Leyva con el coronel Navas para que lo reconociera como el nuevo Ministro de Guerra.
Al Batallón Caldas también llegó Bertha Hernández de Ospina, esposa del expresidente Ospina, con la cual Rojas tuvo una cordial conversación, y quien además le comunicó a Rojas del beneplácito del Partido Liberal de la toma del poder, por la inmensa impopularidad de Laureano. Hacia esa hora llamaba también el coronel José Manuel Agudelo para informarle a Rojas de las acciones que había realizado hasta ese momento y recibe la orden de unirse a la toma del Palacio. 
Sabiendo que el ministro Leyva y su comitiva llegarían al Batallón Caldas y que ellos aún no sabían que allí se encontraba Rojas, decidieron esperarlos. Más tarde, llegó la comitiva ministerial, junto al general Mariano Ospina Rodríguez (primo lejano del expresidente Ospina), al general Gustavo Berrío Muñoz y al coronel Billy Hollman. Para evitar sospechas, Navas los recibió con los honores correspondientes, pero una vez entraron al casino (centro de recepción militar), encontraron sorpresivamente a Rojas y se ordenó la detención de los oficiales y de Leyva. De inmediato se comunicó por radio a todas las guarniciones que a partir de ese momento recibirían órdenes solamente del general Rojas.
Hacia las 5:00 de la tarde, el general Carlos Turriago sometió pacíficamente al Batallón Guardia Presidencial, que en esos momentos estaba al mando del Mayor Ruano. Había previamente preparado la artillería y los batallones rodeando el Palacio de la Carrera, pero después de una conversación con Ruano, el general evitó un enfrentamiento innecesario. Rojas, entre tanto, fue informado hacia las cinco y media de los sucesos, a lo cual Rojas y su comitiva abandonaron el Batallón Caldas y se dirigieron al Palacio de la Carrera.

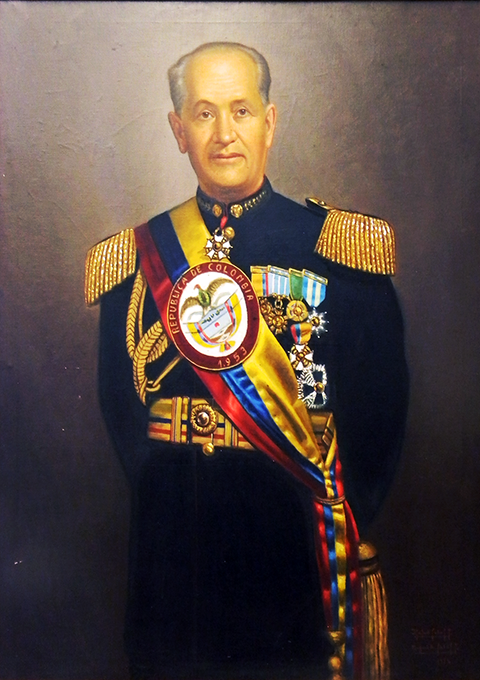
Rojas como presidente

Rojas llegó al Palacio Presidencial a las 6:30 de la tarde. Momentos después hace llamar de urgencia a Urdaneta, ya que su plan inicial era pedirle a que reasumiera el poder. Urdaneta, a pesar de que en ese momento estaba dormido y enfermo de fiebre de 40 grados debido a una fuerte gripe, fue despertado y se presentó a discutir la situación con Rojas y su comitiva. Le fueron presentadas varias alternativas para que permaneciera en el poder pero las rechazó todas (ya que consideraba que Laureano era legítimo y esperaba su renuncia), diciendo: “Si en la mañana me negué a aceptar una imposición, ahora me niego a aceptar otra”. 
Ante la negativa de Urdaneta, Rojas ordenó la búsqueda de Laureano Gómez, el cual se hallaba escondido en la casa de uno de sus amigos, para pedirle que renunciara al gobierno de forma que Urdaneta pudiera gobernar legítimamente. El exministro Luis Ignacio Andrade, quien sabía donde se encontraba Laureano, fue enviado para regresar con la renuncia escrita. Sin embargo al regresar, Andrade informó a Rojas lo siguiente: 

“Laureano dice que antes de firmar la renuncia para que siga gobernando Urdaneta, prefiere que usted se haga cargo del gobierno”
Luis Ignacio Andrade, 1953.

Según Rojas, fue el mismo Laureano, quien se propinó el golpe al decir esto. Urdaneta se retiró a su habitación y al quedar solo con su comitiva que lo había preparado todo, empezaron a animarlo para que tomara el poder. Finalmente, en la noche de ese mismo día, a las 10ː00, el General Gustavo Rojas Pinilla asumió formalmente el poder. Para comunicar al país de la situación, hizo su primera alocución presidencial, afirmando:

“No más sangre, no más depredaciones en nombre de ningún partido político, paz, justicia y libertad.”
Gustavo Rojas Pinilla, 1953

La frase que fue bien recibida por la mayoría de los colombianos, que habían estado sufriendo una sangrienta violencia bipartidista que se había acentuado desde la muerte del líder político Liberal Jorge Eliécer Gaitán el 9 de abril de 1948.

## Consecuencias

### Dictadura de Gustavo Rojas Pinilla
Gustavo Rojas Pinilla estuvo en el poder desde el 13 de junio de 1953, hasta que luego de 10 días de Paro Nacional, liderado por los partidos liberal y conservador, renunció a su dictadura el 10 de mayo de 1957.
El golpe de Estado fue recibido con júbilo por una parte la ciudadanía sin mucha educación y los sectores políticos, económicos y religiosos del país. Los principales motivos de este júbilo fueron el fin de la crisis y la violencia en que vivía el país, y la pacífica interrupción del gobierno de Gómez, ya que no se usó fuerza militar ni la violencia en los sucesos.